# تمندغان
تمندغان (بالفارسية: تمندگان) هي قرية تقع في قسم غركن الشمالي الريفي (مقاطعة فلاورجان) في إيران. يقدر عدد سكانها بـ 841 نسمة .